# Charles Shepherd
Charles Woolley Shepherd (ur. 27 lutego 1887 na Barbadosie, zm. 31 lipca 1968 w Cardiff) – walijski hokeista na trawie. Brązowy medalista olimpijski z Londynu (1908).
Na igrzyska olimpijskie został powołany jako zawodnik walijskiego Whitchurch Hockey Club (Cardiff). Był na nich zawodnikiem z linii pomocy.
Grał w jedynym meczu, jaki Walijczycy rozegrali w turnieju. 30 października 1908 w meczu półfinałowym, Walijczycy zmierzyli się z Irlandczykami. Walia przegrała 1-3, tym samym odpadając z turnieju. Pokonani w półfinałach mieli jednak zagwarantowany brązowy medal olimpijski, bowiem nie rozgrywano meczu o trzecie miejsce (medale zdobyły wszystkie cztery drużyny z Wielkiej Brytanii (Anglia, Irlandia, Szkocja i Walia), jednak wszystkie przypisywane są Zjednoczonemu Królestwu). Shepherd gola jednak nie strzelił.